# Washingtonska udruga za pravosuđe
Washingtonska udruga za pravosuđe ili Washington State Udruga za pravosuđe (engl.: Washington State Association for Justice) je trgovačko društvo za više od 2.200 tužitelja, odvjetnika i djelatnika s uredima u Seattleu, Olimpiji i Spokani.
WSAJ pruža članovima profesionalno umrežavanje, internetski popis poslužitelja, bazu podataka relevantnih sudskih dokumenata i pravnih stručnjaka i imenik članova. Organizacija također pruža opsežan program kontinuiranog pravnog obrazovanja (CLE) na mjestima diljem Washingtona. Osim toga, WSAJ-ov službenik za vladine poslove koji se temelji na Olimpiji lobira zakonodavce i državne agencije da unaprijede zakonski program za civilnu pravdu, čiji je cilj očuvanje i poboljšanje prava oštećenih osoba.

## Povijest
Washingtonska udruga za pravosuđe osnovana je 1953. kao Nacionalna udruga tužitelja za naknadu štete (engl.: National Association of Claimants Compensation Attorneys; NACCA); postalo je Udruženje sudskih odvjetnika države Washington (engl.: Washington State Trial Lawyers Association; WSTLA) 1967. i Državna komora za pravosuđe (engl.: Washington State Association for Justice; WSAJ) 2008. godine. Trenutno članstvo WSAJ-a u cijeloj državi obuhvaća više od 2400 odvjetnika i osoblja.
Udruga ima za cilj zaštititi i promicati pravedan pravosudni sustav i pravo na suđenje porota, te osigurati da svaka osoba koja je oštećena zbog lošeg vladanja ili nemara drugih može dobiti pravdu u sudnicama Amerike, čak iu postupcima protiv najmoćnijih interesa.

## Članstvo i upravljanje
Predsjednik WSAJ-a 2017. - 2018. je Darrell Cochran. Predsjednik izabran je Ann Rosato. Liz Berry je izvršni direktor WSAJ-a, koji služi kao izvršni direktor organizacije jer 2016. Larry Shannon je direktor vladine poslove, služeći u toj ulozi od 1994. godine.
Organizacijom upravlja Odbor guvernera od 50 članova, kojeg biraju članovi s pravom glasa. Članovi birača moraju biti odvjetnici koji su zastupali tužitelja u najmanje 50 posto njihovih predmeta. Odvjetnički članovi WSAJ-a prakticiraju širok raspon područja pravne prakse, uključujući osobne ozljede, nezakonitu smrt, medicinsku nesavjestanost, kompenzaciju radnika, sudske sporove o osiguranju, zaštitu potrošača, sudske sporove o radu, zlostavljanje domova za njegu i odgovornost za proizvod.

## Vanjske poveznice
- Službena stranica
- Washington State Association for Justice na Facebooku
- American Association for Justice